# Abbondio (azienda)
Abbondio è un marchio di bibite gassate dell'azienda Eurofood s.p.a.

## Informazioni generali
Fondata da Angelo Abbondio nel 1889, La "Premiata Fabbrica Bibite Gassate" è stata una delle prime ditte di bibite italiane. L'azienda tortonese nacque come ditta produttrice di gassosa, che è stata il principale prodotto della azienda. Dal 2016 il brand è stato acquisito e rilanciato dalla Eurofood s.p.a.

## Prodotti
Sebbene l'azienda sia soprattutto nota per la gassosa, la Abbondio produceva altre bevande:
- Bianca gassosa classica: primo prodotto dell'azienda
- Chinotto originale  secondo prodotto più noto della casa, il chinotto abbondio ha vinto un premio come migliore chinotto.[1]
- Rossa aperitivo e bitter: aperitivo analcolico a metà fra ginger e bitter.
- Menta gassosa verde: la gassosa tradizionale.
- Tonica gassosa amara: l'acqua tonica.
- Pompelmo e fragola: bevanda leggermente gasata al gusto di pompelmo rosa e fragola.
- Folie: Folie è l'unico prodotto alcolico della ditta a base di assenzio.
- Aranciata: creata nel 2009 per il 120º anniversario della fondazione, è un'aranciata prodotta con arance del Gargano.